# Fundación Tolstói

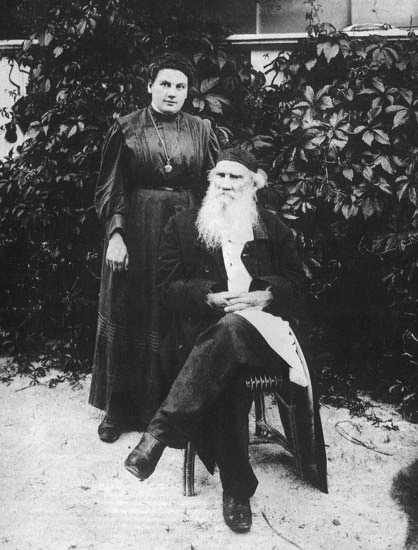
Lev Tolstói con su hija Aleksandra Lvovna Tolstaya.

La Fundación Tolstói (en inglés: Tolstoy Foundation) fue creada en 1939 por la exiliada en Estados Unidos e hija menor del escritor Lev Tolstói, Aleksandra Tolstaya. Ha servido a los emigrados de Europa del Este. Tiene filiales en Argentina.
Ha sido acusada de ser una fachada de la CIA.

## Miembros originales
Dentro de los miembros y financiadores primigenios estaban:
- Ígor Sikorski
- Serguéi Rajmáninov
- Tatiana Schaufuss
- Borís Bajmétev
- Borís Serguievski

El expresidente Herbert Hoover se convirtió en su primer Presidente Honorario en 1939 y sirvió como tal hasta su muerte en 1964.